# Munții Țibleș

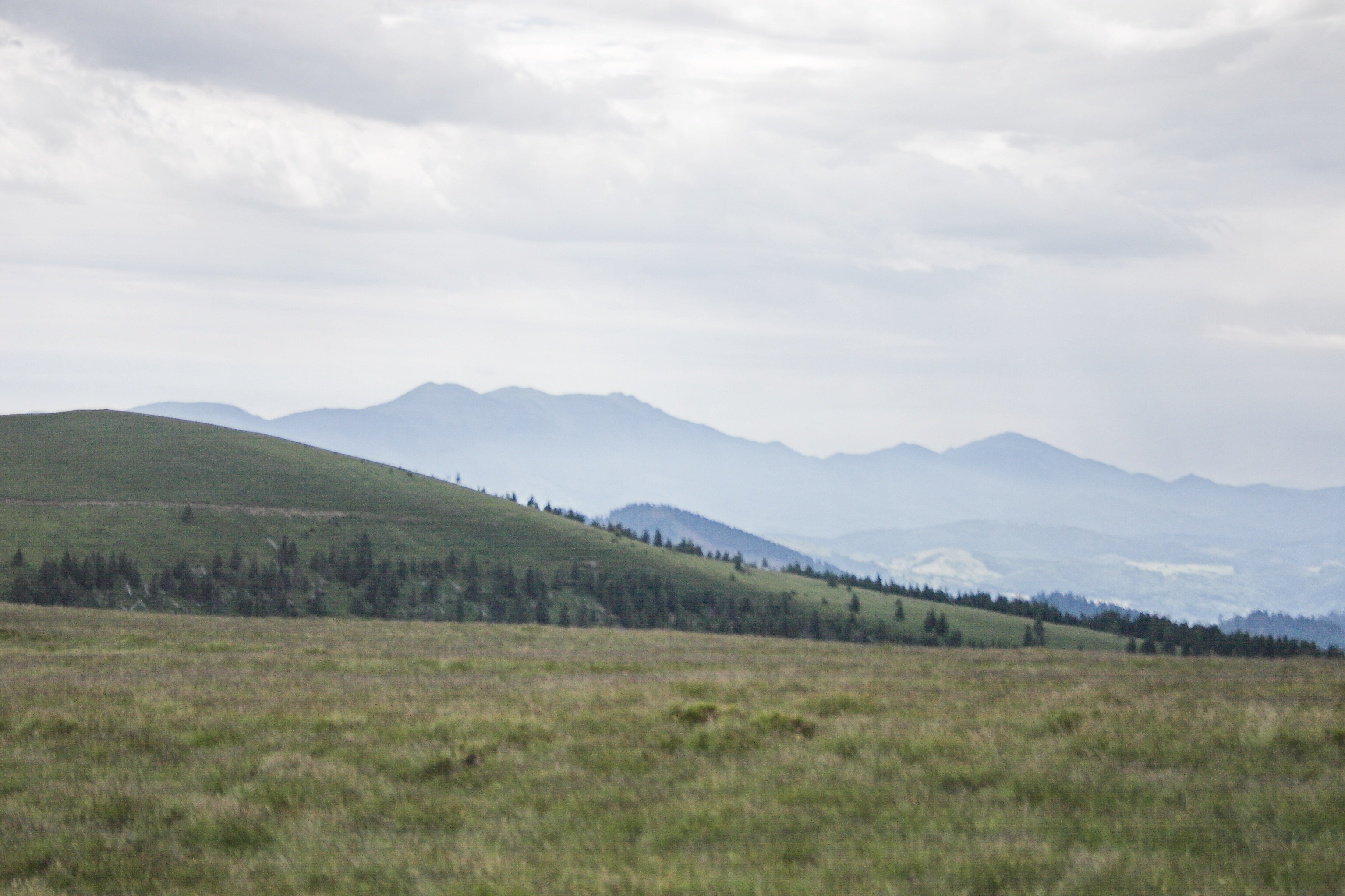
Munții Țibleș văzuți de pe Masivul Pietrosul Rodnei

Munții Țibleș sunt o grupă muntoasă a Carpaților Maramureșului și Bucovinei, aparținând de lanțul muntos al Carpaților Orientali. Cel mai înalt pisc este Vârful Bran, având 1.840 m. 